# Les Boscailles
Les Boscailles est un village de la section de Dhuy de la commune belge d’Éghezée située dans la province de Namur en Région wallonne.
Les Boscailles fait partie d’Éghezée depuis la fusion des communes de 1977.

## Étymologie
En ancien français (1251), les boscailles étaient des petits taillis (les boschailles). 

## Situation
Ce petit village se situe dans la campagne hesbignonne en dehors des grands axes routiers entre les villages de Dhuy, Leuze, Waret-la-Chaussée et Warisoulx. La localité se situe aussi à 7 kilomètres au sud d’Éghezée et à 2 kilomètres au nord de l'échangeur de Daussoulx, croisement autoroutier à niveaux multiples entre l'A4 (E411) et l'A15 (E42).

## Patrimoine
L'église de l'Immaculée Conception de style néo-gothique à trois nefs a été construite en 1891 (bénie le 2 octobre 1891) en brique et pierre bleue sur la place du village par la marquise de Saint-Mauris-Châtenois en mémoire de son époux, Claude de Namur. Louis-Modeste Husquin, entrepreneur du village, en réalisa les plans et sa construction lui fut confiée. En 1901, la chapelle devint église indépendante. Le Conseil de Fabrique est propriétaire, de l'église et du presbytère des Boscailles. Le 27 février 2005, une messe télévisée a eu lieu aux Boscailles. Il s'agit de l'émission Le Jour du Seigneur, la plus ancienne de la télévision française toujours retransmise en direct par France 2 et diffusée en Belgique, en France, en Italie, en Suisse et dans les pays d'Afrique de langue française.

## Activités
Outre sa fonction de centre de village ou de parking campagnard, la place des Boscailles est aussi un ballodrome, terrain trapézoïdal où se pratique la balle pelote. Il s'agit d'un des derniers tamis dont les luttes se passent sur la voie publique. Lors des livrées et autres chasses, les véhicules attendent à la corde le signal des pelotaris pour pouvoir circuler sans écraser un membre de la phalange.